# Баджак-Киргиз
Баджа́к-Кирги́з (укр. Баджак-Киргиз, крымскотат. Bacaq Qırğız, Баджакъ Къыргъыз) — исчезнувшее село в Ленинском районе Республики Крым, располагавшееся на юго-западе района и Керченского полуострова, примерно в 1,5 км к юг-востоку от современного села Яркое.

## История
Идентифицировать Баджак-Киргиз (или, по другим источникам, Боджак) среди, зачастую сильно искажённых, названий деревень Орта Керченскаго кадылыка Кефинского каймаканства в Камеральном Описании Крыма 1784 года пока не удалось.
После присоединения Крыма к России (8) 19 апреля 1783 года, (8) 19 февраля 1784 года, именным указом Екатерины II сенату, на территории бывшего Крымского Ханства была образована Таврическая область и деревня была приписана к Левкопольскому, а после ликвидации в 1787 году Левкопольского — к Феодосийскому уезду Таврической области. После Павловских реформ, с 1796 по 1802 год, входила в Акмечетский уезд Новороссийской губернии. По новому административному делению, после создания 8 (20) октября 1802 года Таврической губернии, Баджак-Киргиз был включён в состав Кадыкелечинской волости Феодосийского уезда.
По Ведомости о числе селений, названиях оных, в них дворов… состоящих в Феодосийском уезде от 14 октября 1805 года , в деревне Баджак-Киргиз числилось 13 дворов и 69 жителей. Затем, видимо, вследствие эмиграции крымских татар в Турцию, деревня опустела и на военно-топографической карте генерал-майора Мухина 1817 года одна деревня Баш киргиз (который, вероятно, Баджак-Киргиз) обозначена пустующей, а в другой, в 4,5 км северо-западнее — 15 дворов. После реформы волостного деления 1829 года Бадинак, согласно «Ведомости о казённых волостях Таврической губернии 1829 года», отнесли к Чалтемирской волости (переименованной из Кадыкелечинской). На карте 1842 года обозначены развалины деревни Боджак. В дальнейшем в доступных источниках не встречается.